# Oberberg Runsen
Die Oberberg Runsen ist ein Bach in der Gemeinde St. Jakob in Defereggen (Bezirk Lienz). Der kurze Bach entspringt in einem Wald an der Sonnenseite des Defereggentals und mündet unterhalb bzw. südöstlich der Ortschaft Ranach in die Schwarzach.

## Verlauf
Der Oberberg Runsen entspringt im Bereich des sogenannten Untergasserkofel unterhalb des Matzennock, einem bewaldeten Bergrücken unterhalb der Ede-Alm an der Südostseite des Panargenkamms. Die Oberberg Runsen fließt in südlicher Richtung talwärts durch bewaldetes Gebiet, aus dem er erst im Bereich des Weilers Ranach heraustritt. Der Bach passiert die Ortschaft westlich, fließt durch als Wiesen genutztes Grünland und unterquert kurz vor der Mündung die Defereggentalstraße (L25). Unmittelbar nach der Defereggentalstraße mündet der Reggenbach von links in die Schwarzach.
Die Oberberg Runsen liegt zwischen dem Einzugsgebiet eines unbenannten Baches im Osten (der die Ortschaft Ladstatt in Vorder- und Hinterladstatt teilt), und dem Reggenbach im Osten.